# Polskie Stowarzyszenie Fotoniczne
Polskie Stowarzyszenie Fotoniczne (Photonics Society of Poland, PSP) – polska organizacja zrzeszająca naukowców, przedsiębiorców, administratorów nauki oraz studentów i doktorantów związanych z fotoniką i optoelektroniką. Celem stowarzyszenia jest upowszechnianie, fotoniki, rozwijanie więzi pomiędzy fizykami i inżynierami, naukowcami i praktykami pracującymi w tej dziedzinie, integracja i reprezentacja krajowego środowiska nauki i techniki. Powstało w dniu 18.10.2007 z przekształcenia Polskiej Sekcji SPIE działającej od 1988 roku. Współpracuje z pokrewnymi organizacjami zawodowymi: Sekcją Optyki Polskiego Towarzystwa Fizycznego, Polskim Komitetem Optoelektroniki Stowarzyszenia Elektryków Polskich, Sekcją Optoelektroniki Komitetu Elektroniki i Telekomunikacji Polskiej Akademii Nauk, Polską Sekcją IEEE oraz SPIE. Współdziała przy organizacji w kraju konferencji naukowych i przemysłowych z dziedziny optoelektroniki i fotoniki. PSP zrzesza ponad 300 członków w kraju i zagranicą. Założycielami PSF byli, między innymi, profesorowie: Maksymilian Pluta, Ryszard Romaniuk, Andrzej Domański, Małgorzata Kujawińska, Tomasz Woliński, Leszek Jaroszewicz, i inni. 

## Nagrody Polskiego Stowarzyszenia Fotonicznego
Polskie Stowarzyszenie Fotoniczne przyznaje następujące nagrody naukowe: 
- Nagroda im. prof. Maksymiliana Pluty
- Nagroda Prezesa PSP

## Wydawnictwa naukowe PSP
- Photonics Letters of Poland
- Proceedings of SPIE

## Konferencje PSP
- PSP Symposium
- Sympozjum Wilga